# Sigrid von der Schulenburg
Sigrid Hedwig Helene Gräfin von der Schulenburg (* 18. Juli 1885 in Lieberose; † 11. Oktober 1943 in Klein Oels) war eine deutsche Philosophin, Editorin und Schriftstellerin.

## Leben
Schulenburg war eine Tochter des Grafen Dietrich von der Schulenburg. Sie wurde 1920 in Freiburg im Breisgau mit von einer Arbeit über Ricarda Huch mit dem Titel „Dichtung und dichterisches Bewußtsein Ricarda Huchs erläutert an ihrem Jugendroman ‚Ludolf Ursleu‘“ promoviert. Sie heiratete am 14. Oktober 1926 Paul Ritter. Sie gab den Briefwechsel zwischen Wilhelm Dilthey und dem Grafen Paul Yorck von Wartenburg, das Italienische Tagebuch des letzteren sowie Diltheys Korrespondenz mit Bernhard Scholz und seiner Frau Marie Luise Scholz heraus. Außerdem war sie bis 1939 freie Mitarbeiterin der Leibniz-Ausgabe der Preußischen Akademie der Wissenschaften.

## Werke
- Dichtung und dichterisches Bewußtsein Ricarda Huchs erläutert an ihrem Jugendroman 'Ludolf Ursleu'. Dissertation, Freiburg i. Br. 1920
- Leibnizens Gedanken und Vorschläge zur Erforschung der deutschen Mundarten (= Abhandlungen der Preußischen Akademie der Wissenschaften. Philosophisch-historische Klasse, 1937 Band 2), Berlin 1937 UB Paderborn.
- Leibniz als Sprachforscher (= Veröffentlichungen des Leibniz-Archivs, hrsg. von der Niedersächsischen Landesbibliothek, Band 4), Frankfurt am Main 1973
- Von einigen Bibliothekskatalogen wird ihr (ohne Begründung) folgende Publikation zugeschrieben: Sidonie Schulte: Die vertauschten Köpfe. Große politische Kartoffelkomödie in 11 Bildern. Hamburg ohne Jahr [1923]

## Nachlass
Teile von Schulenburgs Nachlass befinden sich in:
- Berlin Archiv der Berlin-Brandenburgischen Akademie der Wissenschaften Nachlass Wilhelm Dilthey Nr. 355
- Berlin Archiv der Berlin-Brandenburgischen Akademie der Wissenschaften Nachlass Paul Ritter Nr. 19 und Nr. 23
- Bonn Universitäts- und Landesbibliothek Nachlass Rothacker XVII, 1–8